# Nesobrium courtoisi
Nesobrium courtoisi är en skalbaggsart som beskrevs av Auguste Vinson 1963. Nesobrium courtoisi ingår i släktet Nesobrium och familjen långhorningar. Inga underarter finns listade i Catalogue of Life.